# 島村老茶舗
島村老茶舗（しまむらろうちゃほ）は、埼玉県桶川市に所在する商家である。桶川宿の旧中山道沿いで茶の販売を行っており、創業は1854年（嘉永7年）。同年に完成したと推測される主屋と、1926年（大正15年）に完成した中山道に面する店舗は、2020年（令和2年）に国の登録有形文化財に登録された。2021年現在も、「丸木島村老茶舗」の現役店舗として使用されている。

## 歴史
紅花商人の木嶋屋源右衛門の次男として1827年（文政10年）に生まれた七兵衛は、1854年（嘉永7年）に独立し、家屋と土蔵を構えて商売を始めた。屋号は「丸木」といい、家業の紅花に加えて茶と紙も扱った。1926年には、街道沿いに木造2階建ての店舗を新築した。2018年には旧中山道拡幅のため、5m奥まった位置に移す曳家が行われた。2020年4月3日には、「島村老茶舗店舗兼主屋」として国登録有形文化財に登録された。桶川宿の旧中山道沿いに残る登録有形文化財は、島村家住宅土蔵（2000年登録）、武村旅館（2002年登録）、小林家住宅主屋（2004年登録）に次いで4軒目である。

## 建築
店舗は木造2階建の切妻造で、屋根は桟瓦葺。内部は建設当初の姿をよくとどめており、欅材の大黒柱は六寸五分の太さがある。2階の客間には床の間と脇床があり、床柱には紅葉材が使われている。通りに面する窓は、外側のガラス障子との内側に障子を設けた二重の作り。完成当時は2階の窓に鉄製の格子が取り付けられていたが、1943年の金属類回収令により、木製のものに付け替えられた。店舗は現在でも通常営業しており、店内での商品購入は可能であるが、見学を目的とした一般公開は原則として行っていない。
店舗の奥には木造平屋建て入母屋造の主屋が続いている。建築年代は嘉永7年と伝えられるが、棟札が残っていないため正確な建築時期は不明である。屋根裏には和釘が使われ、床柱には杉の絞り丸太が使われるなど、貴重な材料と当時の建築技術を見ることができる。